# サディスティック・ミカ・バンド
サディスティック・ミカ・バンド（Sadistic Mika Band）は、日本のロックバンド。1972年デビュー。1974年には2ndアルバム『黒船』を英米でも発表し、1975年10月にはイギリスで高い人気を誇っていたロキシー・ミュージックの国内ツアーの前座を務めた。同年解散したが、これまでに3度、ゲスト・ボーカリストを迎えて再結成された。
バンド名はジョン・レノンが結成したプラスティック・オノ・バンドの名をもじった。初代ボーカリストのミカの包丁使いがあまりにサディスティックだったことに由来する。

## 来歴

### 結成から解散まで
1971年11月、元ザ・フォーク・クルセダーズの加藤和彦（ギター、ボーカル）、加藤ミカ（ボーカル）、角田ひろ（ドラムス、現：つのだ☆ひろ）のメンバーで結成される。そこに高中正義（リードギター）が加入し、1972年にシングル『サイクリング・ブギ』でデビュー。
まもなく角田が自分のバンドを結成する為に脱退する。大口広司の一時加入を経て、高橋幸宏が加入し、高橋に誘われて小原礼（ベース）も加入した。
1973年5月1日、日本武道館でラブ・ジェネレーション・ライブ・コンサートを開催。
1973年5月5日、1stアルバム『サディスティック・ミカ・バンド』を発表。小田和正がサポート・メンバーとしてピアノを弾いた。イギリスでもハーヴェスト・レコードから発売。国内では発売当初数千枚しか売れなかったが、イギリス、特にロンドンで評判となり逆輸入という形で評価されるようになった。
泉谷しげるのアルバム『光と影』に『加藤和彦とサディスティック・ミカ・バンド』名義で参加した。
1974年、キャロルとのジョイントツアー、日比谷野外音楽堂のロックコンサート、8月10日、福島県郡山市で開催されたワンステップ・フェスティバルに参加。
1stアルバムを聴いたイギリスの音楽プロデューサーのクリス・トーマスからプロデュースの申し出を受け、彼を迎えて2ndアルバム『黒船』を制作。1stアルバムにサポートで参加していた今井裕（キーボード、サックス）が正式に加入した。このレコーディングには実に600時間が費やされた。11月に発表。
トーマスがプロデュースしたバッドフィンガーのアルバム『素敵な君』（1974年）の収録曲'Know One Knows'に、ミカが日本語の語り手として参加。
その後、小原礼が脱退し、後藤次利が加入。
1975年7月19日、後楽園球場で行われた『サマーロックフェス』に出演。9月21日、神田共立講堂でライブ。10月2日から23日まで、ロキシーミュージックのイギリス・ツアーのオープニングアクトを務めた。10月7日にはBBCの音楽番組『オールド・グレイ・ウィッスル・テスト』 に出演して、「WA-KAH! CHICO」 と「塀までひとっとび」を演奏。11月、3rdアルバム『HOT! MENU』 をリリースと同時に、加藤和彦とミカの離婚によりサディスティック・ミカ・バンドは解散。予定されていたプロモーション活動も凱旋ツアーもすべてキャンセルされた。

### 解散後の活動
解散後、今井裕、後藤次利、高中正義、高橋幸宏の4人でサディスティックスとして活動するも、1978年頃には自然消滅した。
1985年、加藤和彦、高中正義、高橋幸宏、後藤次利に坂本龍一、松任谷由実を加えた「サディスティック・ユーミン・バンド」（Sadistic Yuming Band）として、国立競技場で開催された国際青年年の記念音楽イベント「ALL TOGETHER NOW」に出演。各アーティストの代表曲のメドレーと「タイムマシンにおねがい」、更にボーカルに小田和正、財津和夫を加え、松任谷・小田・財津のコラボレーション曲「今だから」を披露した。
1989年、加藤和彦、高中正義、小原礼、高橋幸宏の4人に桐島かれん（ボーカル）を加えてSadistic Mica Band（ミカの表記が下線のとおり変更）として再結成。アルバム『天晴』を発表。先行シングル『Boys & Girls』は、表題曲がマツダ・ファミリアのCMソングになり、オリコン13位を記録。サディスティック・ミカ・バンドとしては唯一のオリコントップ100入りシングルとなっている。また、このメンバーで東京ベイNKホールで2日間ライブが行われ、後にライブ・アルバム『晴天』として発表。
1992年には、アニメ『まぼろしまぼちゃん』のOP曲に3rdシングル「タイムマシンにおねがい」（1974年発表）、ED曲に「サイクリング・ブギ」が使われ、同年の6月17日に「サイクリング・ブギ」をカップリングに収録したCDシングルとして再発売される。

### 再々結成
2006年、加藤和彦、高中正義、小原礼、高橋幸宏の4人に木村カエラ（ボーカル）を加えて、Sadistic Mica Band Revisitedとして再々結成。このメンバーでキリンラガービールのテレビCMに出演し、CMには新しく録音された「タイムマシンにおねがい」が使用された。フルバージョンで聴きたいという希望が多かった（CMではサビの部分が使用された）為、着うたとインターネットで音楽配信されることが決定。iTunes Music Storeの配信ランキングで1位を獲得するなど記録を残した。
2006年8月30日、ライブ形式の無料MV撮影会を行う。10月25日にアルバム『NARKISSOS』を発表。アルバムはほぼ一発録りでレコーディングされた。この際に、バンド名のアルファベット表記を、カエラの名前を入れたSadistic Mikaela Band（カナ表記はそのまま）としている。
2007年3月8日、NHKホールにおいて、サディスティック・ミカ・バンド名義としては18年ぶりのライブを行った。木村カエラがボーカルとして参加、アンコールに木村カエラや小原礼と親交が深い奥田民生がゲストとして登場。同年秋には、このライブの映像を含むドキュメンタリー映画『サディスティック・ミカ・バンド』（監修：井筒和幸）が公開された。ライブの模様が収録されたアルバム『LIVE in Tokyo』では表記がSadistic Mica Bandと、桐島かれん在籍時と同じものになっている（本作では桐島かれん在籍時音源は無い）。ボーナスディスクとして1975年の神田講堂でのSadistic Mika Bandの音源が収録されている。
以降、個々の親交はあったものの、バンド活動は行われないまま、2009年10月に中心人物であった加藤和彦、2023年1月にドラムスの高橋幸宏が死去。

## 在籍したメンバー
（期数・メンバー名については1987年に発売された「20 SONGS TO 21ST CENTURY」の小倉エージの解説を元に、「ミカのチャンスミーティング」(1988年版/JICC刊)などにより補足）
- 第1期（1971年11月 - 1972年9月） シングル「サイクリング・ブギ」
  - 加藤和彦・ミカ・つのだひろ
- 第2期（1972年9月 - 1973年10月） アルバム『サディスティック・ミカ・バンド』
  - 加藤和彦・ミカ・高橋幸宏・小原礼・高中正義
- 第3期（1973年11月） シングル「ハイ・ベイビー」
  - 加藤和彦・ミカ・高橋幸宏・小原礼
- 第4期（1973年末） この時期の音源なし
  - 加藤和彦・ミカ・高橋幸宏・小原礼・永井充夫
- 第5期（1974年2月頃 - 1975年6月） アルバム『黒船』
  - 加藤和彦・ミカ・高橋幸宏・小原礼・今井裕・高中正義
- 第6期（1975年6月頃） この時期の音源なし（ただし、テレビ出演の映像あり）
  - 加藤和彦・ミカ・高橋幸宏・今井裕・高中正義・ジャック松村
- 第7期（1975年7月～1975年11月） アルバム『HOT! MENU』『ライブ・イン・ロンドン』
  - 加藤和彦・ミカ・高橋幸宏・今井裕・高中正義・後藤次利[注釈 6]

## ディスコグラフィ

### シングル
※1stから5thまではレコード盤でのリリース。
|     | タイトル                                       | リリース日     | レーベル                               | EP・CDコード        | 備考                                 |
| --- | ---------------------------------------------- | -------------- | -------------------------------------- | ------------------- | ------------------------------------ |
| 1st | サイクリング・ブギ／オーロラ・ガール           | 1972年6月21日  | 東芝音楽工業➡東芝EMI／DOUGHNUT RECORDS | DTP-2681            |                                      |
| 2nd | ハイ・ベイビー／ピクニック・ブギ               | 1973年11月     | 東芝音楽工業➡東芝EMI／DOUGHNUT RECORDS | DTP-2927            |                                      |
| 3rd | タイムマシンにおねがい／颱風歌                 | 1974年10月5日  | 東芝音楽工業➡東芝EMI／DOUGHNUT RECORDS | DTP-20053           |                                      |
| 4th | SUKI SUKI SUKI (塀までひとっとび) ／墨絵の国へ | 1974年         | 東芝音楽工業➡東芝EMI／DOUGHNUT RECORDS | DTP-20154           | アルバム『黒船』からのシングルカット |
| 5th | マダマダ産婆 ／ヘーイ、ごきげんはいかが        | 1975年11月20日 | 東芝音楽工業➡東芝EMI／DOUGHNUT RECORDS | DTP-20197           |                                      |
| 6th | Boys & Girls／ 愛と快楽主義者                  | 1989年3月1日   | 東芝EMI／EASTWORLD                     | RT07-2301 XT10-2301 | 再結成時のシングル                   |
| –   | タイムマシンにおねがい／サイクリング・ブギ     | 1992年6月17日  | 東芝EMI／EXPRESS                       | TODT-2860           |                                      |

### オリジナル・アルバム
|     | タイトル           | リリース日     | レーベル                                 | EP・CDコード                             | 備考                                                                                          |
| --- | ------------------ | -------------- | ---------------------------------------- | ---------------------------------------- | --------------------------------------------------------------------------------------------- |
| 1st | SADISTIC MIKA BAND | 1973年5月5日   | 東芝音楽工業／DOUGHNUT RECORDS           | DTP-9074                                 | 初期プレスのLPはボーナスEP付き「レコーディング・データc/wサイクリング・ブギ(別Ver.)」BRT-1001 |
| 1st | SADISTIC MIKA BAND | 1987年8月5日   | 東芝EMI                                  | CA30-1495                                |                                                                                               |
| 1st | SADISTIC MIKA BAND | 1992年6月24日  | 東芝EMI                                  | TOCT-6577                                |                                                                                               |
| 1st | SADISTIC MIKA BAND | 1998年3月18日  | 東芝EMI                                  | TOCT-10138                               |                                                                                               |
| 1st | SADISTIC MIKA BAND | 2006年8月23日  | 東芝EMI                                  | TOCT-11161                               |                                                                                               |
| 1st | SADISTIC MIKA BAND | 2011年10月26日 | EMIミュージック・ジャパン                | TOCT-11304                               |                                                                                               |
| 1st | SADISTIC MIKA BAND | 2018年9月19日  | ユニバーサルミュージック                 | UPCY-40002                               |                                                                                               |
| 2nd | 黒船               | 1974年11月5日  | 東芝EMI／DOUGHNUT RECORDS                | DTP-72003                                |                                                                                               |
| 2nd | 黒船               | 1987年8月5日   | 東芝EMI                                  | CA30-1410                                |                                                                                               |
| 2nd | 黒船               | 1992年6月24日  | 東芝EMI                                  | TOCT-6578                                |                                                                                               |
| 2nd | 黒船               | 1998年3月18日  | 東芝EMI                                  | TOCT-10139                               |                                                                                               |
| 2nd | 黒船               | 2000年12月6日  | 東芝EMI                                  | TOCT-10748                               |                                                                                               |
| 2nd | 黒船               | 2003年6月27日  | 東芝EMI                                  | TOCT-25113                               |                                                                                               |
| 2nd | 黒船               | 2005年3月30日  | 東芝EMI                                  | TOCT-16012                               |                                                                                               |
| 2nd | 黒船               | 2006年8月23日  | 東芝EMI                                  | TOCT-11162                               |                                                                                               |
| 2nd | 黒船               | 2013年9月25日  | ユニバーサルミュージック                 | TOCT-95214                               |                                                                                               |
| 2nd | 黒船               | 2018年9月19日  | ユニバーサルミュージック                 | UPCY-40003                               |                                                                                               |
| 3rd | HOT! MENU          | 1975年11月5日  | 東芝EMI／DOUGHNUT RECORDS                | DTP-72099                                |                                                                                               |
| 3rd | HOT! MENU          | 1987年8月5日   | 東芝EMI                                  | CA30-1496                                |                                                                                               |
| 3rd | HOT! MENU          | 1992年7月22日  | 東芝EMI                                  | TOCT-6579                                |                                                                                               |
| 3rd | HOT! MENU          | 1998年3月18日  | 東芝EMI                                  | TOCT-10140                               |                                                                                               |
| 3rd | HOT! MENU          | 2004年2月25日  | 東芝EMI                                  | TOCT-25340                               |                                                                                               |
| 3rd | HOT! MENU          | 2006年8月23日  | 東芝EMI                                  | TOCT-11163                               |                                                                                               |
| 3rd | HOT! MENU          | 2013年9月25日  | ユニバーサルミュージック                 | TOCT-95215                               |                                                                                               |
| 4th | 天晴               | 1989年4月8日   | 東芝EMI／EASTWORLD                       | CT32-5432 ZT28-5432                      |                                                                                               |
| 4th | 天晴               | 2006年8月23日  | 東芝EMI／EASTWORLD                       | TOCT-11165                               |                                                                                               |
| 4th | 天晴               | 2013年7月24日  | ユニバーサルミュージック                 | TOCT-95191                               |                                                                                               |
| 5th | NARKISSOS          | 2006年10月25日 | コロムビアミュージックエンタテインメント | COZA-227/8（DVD付） COCP-33931（通常盤） | ゴールド認定（日本レコード協会）                                                              |

### ライブ・アルバム
|     | タイトル                                   | リリース日     | レーベル                                 | EP・CDコード        | 備考                                                                        |
| --- | ------------------------------------------ | -------------- | ---------------------------------------- | ------------------- | --------------------------------------------------------------------------- |
| 1st | Live In London                             | 1976年7月5日   | 東芝EMI／DOUGHNUT RECORDS                | DTP-72185           |                                                                             |
| 1st | Live In London                             | 1989年4月26日  | 東芝EMI                                  | CT30-5445           |                                                                             |
| 1st | Live In London                             | 1993年4月7日   | 東芝EMI                                  | TOCT-6983           |                                                                             |
| 1st | Live In London                             | 1998年3月18日  | 東芝EMI                                  | TOCT-10141          |                                                                             |
| 1st | Live In London                             | 2006年8月23日  | 東芝EMI                                  | TOCT-11164          |                                                                             |
| 1st | Live In London                             | 2013年3月27日  | ユニバーサルミュージック                 | TOCT-95164          |                                                                             |
| 2nd | 晴天 SADISTIC MICA BAND LIVE IN TOKYO 1989 | 1989年7月12日  | 東芝EMI／EASTWORLD                       | CT32-5508 ZT28-5508 |                                                                             |
| 2nd | 晴天 SADISTIC MICA BAND LIVE IN TOKYO 1989 | 2006年8月23日  | 東芝EMI／EASTWORLD                       | TOCT-11166          |                                                                             |
| 3rd | LIVE in Tokyo                              | 2007年5月23日  | コロムビアミュージックエンタテインメント | COCP-34374/6        |                                                                             |
| 4th | 1974 One Step Festival                     | 2018年11月21日 | SUPER FUJI                               | FJSP-359            |                                                                             |
| –   | 極東ロック・レア・トラックス               | 1989年10月11日 | 東芝EMI                                  | CT25-5579           | 1975年9月21日共立講堂でのコンサートから「ピクニック・ブギ｣「銀河列車｣を収録 |
| –   | ニューロックの夜明け URC編                 | 1998年6月24日  | 東芝EMI                                  | TOCT-10297          | 1973年4月9日共立講堂でのコンサートから「アリエヌ共和国｣を収録               |

### ベスト・アルバム
|     | タイトル                                                                | リリース日    | レーベル                  | CDコード            |
| --- | ----------------------------------------------------------------------- | ------------- | ------------------------- | ------------------- |
| 1st | ベスト・メニュー!                                                       | 1977年8月1日  | 東芝EMI／DOUGHNUT RECORDS | DTP-72263           |
| 2nd | ベスト・オブ・サディスティック・ミカ・バンド 〜20 Songs to 21st Century | 1988年1月25日 | 東芝EMI／EXPRESS          | CT32-5092           |
| 3rd | 幕の内 (S.M.B. SUPER BEST)                                              | 1989年12月6日 | 東芝EMI／EASTWORLD        | TOTT-5596 TOCT-5596 |
| 4th | 別嬪 〜サディスティック・ミカ・バンド・ベスト                           | 1992年9月3日  | 東芝EMI／EASTWORLD        | TOCT-6701           |
| 5th | サディスティック・ミカ・バンド ゴールデン☆ベスト                        | 2002年6月19日 | 東芝EMI／EASTWORLD        | TOCT-10861          |
| 6th | NEW BEST 1500                                                           | 2005年8月24日 | 東芝EMI／EASTWORLD        | TOCT-11036          |
| 7th | 超別嬪                                                                  | 2006年5月24日 | 東芝EMI／EASTWORLD        | TOCT-26020          |
| 8th | エッセンシャル・ベスト 1200 サディスティック・ミカ・バンド              | 2018年3月21日 | ユニバーサルミュージック  | UPCY-7507           |

### ボックス・セット
|     | タイトル                              | リリース日    | レーベル           | CDコード    | 備考                                                                                     |
| --- | ------------------------------------- | ------------- | ------------------ | ----------- | ---------------------------------------------------------------------------------------- |
| 1st | サディスティック・ミカ・バンド CD-BOX | 1989年6月7日  | 東芝EMI／EASTWORLD | CT25-5466/9 | 既出の稀少音源を収録した特典シングル付                                                   |
| 2nd | PERFECT!                              | 1994年3月23日 | 東芝EMI／EASTWORLD | TOCT-8330/5 | 既出稀少音源が各ディスクに収録・特典シングル「どんたく」（Live：1989年：NKホール）が付属 |

### 参加作品
| タイトル                                                                                          | リリース日   | 収録曲               | 備考       |
| ------------------------------------------------------------------------------------------------- | ------------ | -------------------- | ---------- |
| 『ラブジェネレーション～ラブ・ジェネレーション・ライヴ・コンサート 日本武道館に於ける実況録音盤』 | 1973年8月5日 | 「ピクニック・ブギ」 | [ 注釈 7 ] |
| 『ラブジェネレーション～ラブ・ジェネレーション・ライヴ・コンサート 日本武道館に於ける実況録音盤』 | 1973年8月5日 | 「銀河列車」         | [ 注釈 7 ] |

### 書籍
| タイトル                                                            | リリース日    | 出版社             | ISBN       | 備考 |
| ------------------------------------------------------------------- | ------------- | ------------------ | ---------- | --- |
| サディスティック・ミカ・バンド オフィシャル・ブック・ボックスセット | 2007年12月1日 | ヒンツミュージック | 4309907547 | 1987年にFM東京がアナログ盤として配布したセッション2曲(加藤, 高橋, 小原らが参加)を収録したCDが付録として同梱されている |

### 映像作品
|     | タイトル                         | リリース日     | レーベル                      | DVDコード   | 備考                                                                     |
| --- | -------------------------------- | -------------- | ----------------------------- | ----------- | ------------------------------------------------------------------------ |
| 1st | 晴天 LIVE IN TOKYO 1989          | 2009年12月16日 | EMIミュージック・ジャパン     | TOBF-5659   |                                                                          |
| –   | ワンステップ・フェスティバル1974 | 2005年3月5日   | ディスク・ユニオン            | JRDF12      | オムニバス。「塀までひとっとび」の映像を収録                             |
| –   | サディスティック・ミカ・バンド   | 2008年3月7日   | ジェネオン エンタテインメント | GNBD-1468/9 | 同名ドキュメンタリー映画のソフト化。特典DVD付き初回限定版と通常版の2種類 |

## タイアップ
| 曲名                   | タイアップ                                                         |
| ---------------------- | ------------------------------------------------------------------ |
| サイクリング・ブギ     | フジテレビ系アニメ『まぼろしまぼちゃん』エンディングテーマ         |
| Boys & Girls           | マツダ「ファミリア」CMソング                                       |
| タイムマシンにおねがい | フジテレビ系アニメ『まぼろしまぼちゃん』主題歌                     |
| タイムマシンにおねがい | 朝日放送・テレビ朝日系『森脇健児の切磋たく丸!!』オープニングテーマ |
| タイムマシンにおねがい | 朝日放送・テレビ朝日系『森脇健児の切磋たく丸!!』エンディングテーマ |
| タイムマシンにおねがい | 映画『Little DJ〜小さな恋の物語』挿入歌                            |

## 映画
- サディスティック・ミカ・バンド（監督:滝本憲吾、シネカノン、2007年）